# Transavia Flug
Transavia Flug (im Außenauftritt Trans-Avia) war eine kurzlebige westdeutsche Charterfluggesellschaft, die ihren Betrieb Anfang 1959 eingestellt hat. Das auf dem Flughafen Düsseldorf ansässige Unternehmen war ursprünglich im Jahr 1955 als 
Luftreederei Karl Herfurtner (KHD)  gegründet worden.

## Geschichte

### Luftreederei Karl Herfurtner
Der Düsseldorfer Hotelier Karl Herfurtner hatte im Jahr 1931 ein Omnibus-Unternehmen gegründet, zu dessen Kunden bereits vor dem Zweiten Weltkrieg der Wuppertaler Reiseveranstalter Dr. Tigges gehörte. Nach Kriegsende nahm er die Zusammenarbeit mit diesem Reiseveranstalter wieder auf und führte erneut Busreisen für Dr. Tigges durch.
Als der Alliierte Kontrollrat im Frühjahr 1955 die Betriebsaufnahme von bundesdeutschen Lufttransportunternehmen erlaubte, entschloss sich Herfurtner zur Gründung der Luftreederei Karl Herfurtner, um auch Pauschalurlauber für Dr. Tigges auf IT-Charterflügen befördern zu können. Hierzu erwarb er Ende 1955 zunächst drei Vickers 610 Viking 1B von den britischen Fluggesellschaften BEA (2) und Eagle Aviation (1). Die Aufnahme des Flugbetriebs erfolgte im Februar 1956. Zwischen März und Juli 1957 wurde jeweils eine weitere Maschine dieses Typs von den britischen Gesellschaften First Air Trading und Eagle Aviation sowie von der deutschen Aero Expreß gekauft. Alle sechs Flugzeuge trugen den Schriftzug „Dr. Tigges-Fahrten“ auf dem Rumpf und wurden exklusiv für diesen Reiseveranstalter betrieben. Die erste von zwei Douglas DC-4 (ehemalige Douglas C-54) wurde im September 1957 von Northwest Airlines übernommen. Beide Maschinen erhielten im Gegensatz zu den Vikings keine Rumpfaufschrift, sondern trugen lediglich die Buchstaben KHD (für Karl Herfurtner Düsseldorf) auf dem Seitenleitwerk.

### Transavia Flug
Nach dem Absturz eines KHD-Flugzeugs am 3. November 1957 in Düsseldorf, bei dem auch seine Tochter ums Leben kam, beendete Karl Herfurtner noch im selben Monat sein Engagement in der Luftfahrt. Infolge der KHD-Betriebseinstellung fehlten Dr. Tigges Transportkapazitäten, so dass dieser Reiseveranstalter die Fluggesellschaft am 9. Dezember 1957 mitsamt ihren sechs verbliebenen Maschinen aufkaufte und zur Transavia Flug GmbH umfirmierte. Nach dem Besitzerwechsel wurde der Flugbetrieb unter dem neuen Markennamen Trans-Avia fortgesetzt. Eine zweite Douglas DC-4 ergänzte am 24. Mai 1958 die Flotte. Die Gesellschaft flog im Verlauf des Jahres 1958 erhebliche Verluste ein, so dass die Transavia Flug GmbH am 10. Januar 1959 Konkurs anmelden und den Flugbetrieb einstellen musste.

## Flotte
- Douglas DC-4 (betrieben von KHD und Trans-Avia)
- Vickers Viking (betrieben von KHD und Trans-Avia)

Im Frühjahr 1959 bestand die Flotte der Trans-Avia aus zwei Douglas DC-4 (Kennzeichen: D-ANUK und D-ADAL) und fünf Vickers Viking (Kennzeichen: D-AEDA, D-AEDO, D-AFIX, D-AGAD und D-AHUF).

## Zwischenfälle
- Am 26. September 1957 überrollte eine Vickers Viking 1B (Luftfahrzeugkennzeichen: D-ADEL) der KHD bei der Landung auf dem Flugplatz Son Bonet auf Mallorca das Bahnende und wurde irreparabel beschädigt.[9]

- Am 3. November 1957 verunglückte eine Douglas DC-4 (C-54A) (Kennzeichen: D-ALAF) der KHD nach dem Start vom Flughafen Düsseldorf. Bei dem Unfall kamen sieben der zehn Insassen sowie eine Person am Boden ums Leben; zwei weitere Personen am Boden wurden schwer verletzt (siehe Flugzeugabsturz in Düsseldorf).[10]